# 方坑太阴宫
方坑太阴宫，位于中华人民共和国浙江省温州市文成县平和乡，是浙江省省级文物保护单位之一。
2017年1月19日，方坑太阴宫被列入第七批浙江省文物保护单位，该文物保护单位是一座古建筑。